# 出雲三成站
出雲三成站（日语：／ Izumo-Minari eki */?）是位於島根縣仁多郡奧出雲町三成，西日本旅客鐵道（JR西日本）木次線的車站。車站愛稱為「大國主命」。

## 歷史
- 1932年（昭和7年）12月18日 - 木次線木次站至此站之間開通，此站啟用。
  - 當時車站地址為島根縣仁多郡三成村三成。
- 1934年（昭和9年）11月20日 - 木次線此站至八川站開通。
- 1941年（昭和16年）7月1日 - 三成村實施町制，成為三成町，車站地址變為島根縣仁多郡三成町三成。
- 1955年（昭和30年）4月15日 - 隨著仁多町（日语：仁多町）成立，車站地址變為島根縣仁多郡仁多町三成。
- 1987年（昭和62年）4月1日 - 伴隨國鐵分割民營化，車站由西日本旅客鐵道（JR西日本）營運。
- 1990年（平成2年）
  - 3月10日 - 成為無人車站[1]。實際上在開始簡易委託前，日間設有職員負責售票和檢票。
  - 6月1日 - 成為簡易委託車站。
- 2005年（平成17年）3月31日 - 隨著奧出雲町成立，車站地址變為島根縣仁多郡奧出雲町三成。

## 車站構造

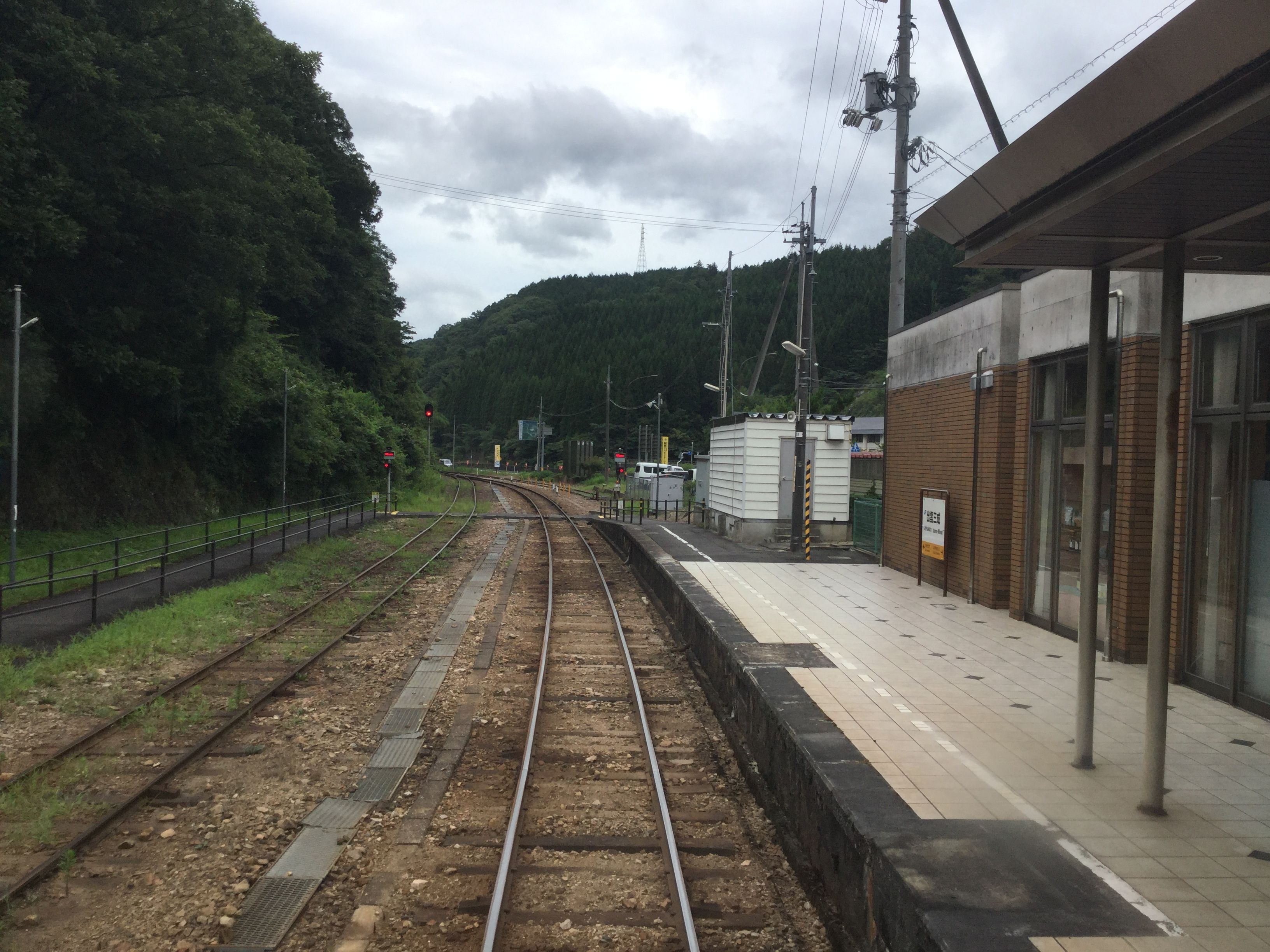
月台（2019年8月）

車站是一座地面車站，設有2面2線的相對式月台。曾經站內設有另外1線，現已撤走。車站大樓位於上行月台側，兩月台靠近備後落合一方設有站內平交道。
車站大樓對出設有國道314號。車站大樓正面右手邊設有當地奧出雲町物產販賣所「仁多特產市」。此站是由木次鐵道部管理的簡易委託車站。站內售票處可售賣車票。曾經車站大樓正面左手邊設有便利店POPLAR仁多三成店（24小時營業），該便利店在2016年9月19日結業。

### 月台
| 月台 | 路線   | 上下行 | 方向                   |
| ---- | ------ | ------ | ---------------------- |
| 1    | 木次線 | 上行   | 木次、宍道方向         |
| 2    | 木次線 | 下行   | 出雲橫田、備後落合方向 |

## 車站周邊
- 奧出雲町公所仁多廳舍
- 自行車終端站
- 絲原紀念館 （页面存档备份，存于）（日語）
- 國道432號（日语：国道432号）

## 使用狀況
根據「島根縣統計書」，以下為近年一日平均乘車人次列表。在1994年度的一日平均乘車人次為195人，1984年度年度的一日平均乘車人次為234人。
| 乘車人次變化 | 乘車人次變化 |
| 年度         | 1日平均人次  |
| ------------ | ------------ |
| 1999         | 158          |
| 2000         | 162          |
| 2001         | 162          |
| 2002         | 166          |
| 2003         | 165          |
| 2004         | 177          |
| 2005         | 160          |
| 2006         | 162          |
| 2007         | 150          |
| 2008         | 148          |
| 2009         | 142          |
| 2010         | 131          |
| 2011         | 125          |
| 2012         | 115          |
| 2013         | 121          |
| 2014         | 99           |
| 2015         | 100          |
| 2016         | 90           |
| 2017         | 80           |
| 2018         | 77           |

## 相鄰車站
西日本旅客鐵道
 木次線
出雲八代－出雲三成－龜嵩

## 注腳
1. ↑  《JR気動車客車編成表》90年版 JRR 1990年 ISBN 4-88283-111-2
2. ↑  島根縣統計書

## 外部連結
- 出雲三成｜車站資訊：JR出門網 - 西日本旅客鐵道（日語）
- 絲原紀念館官方網站 （页面存档备份，存于）（日語）